# 麩菓子

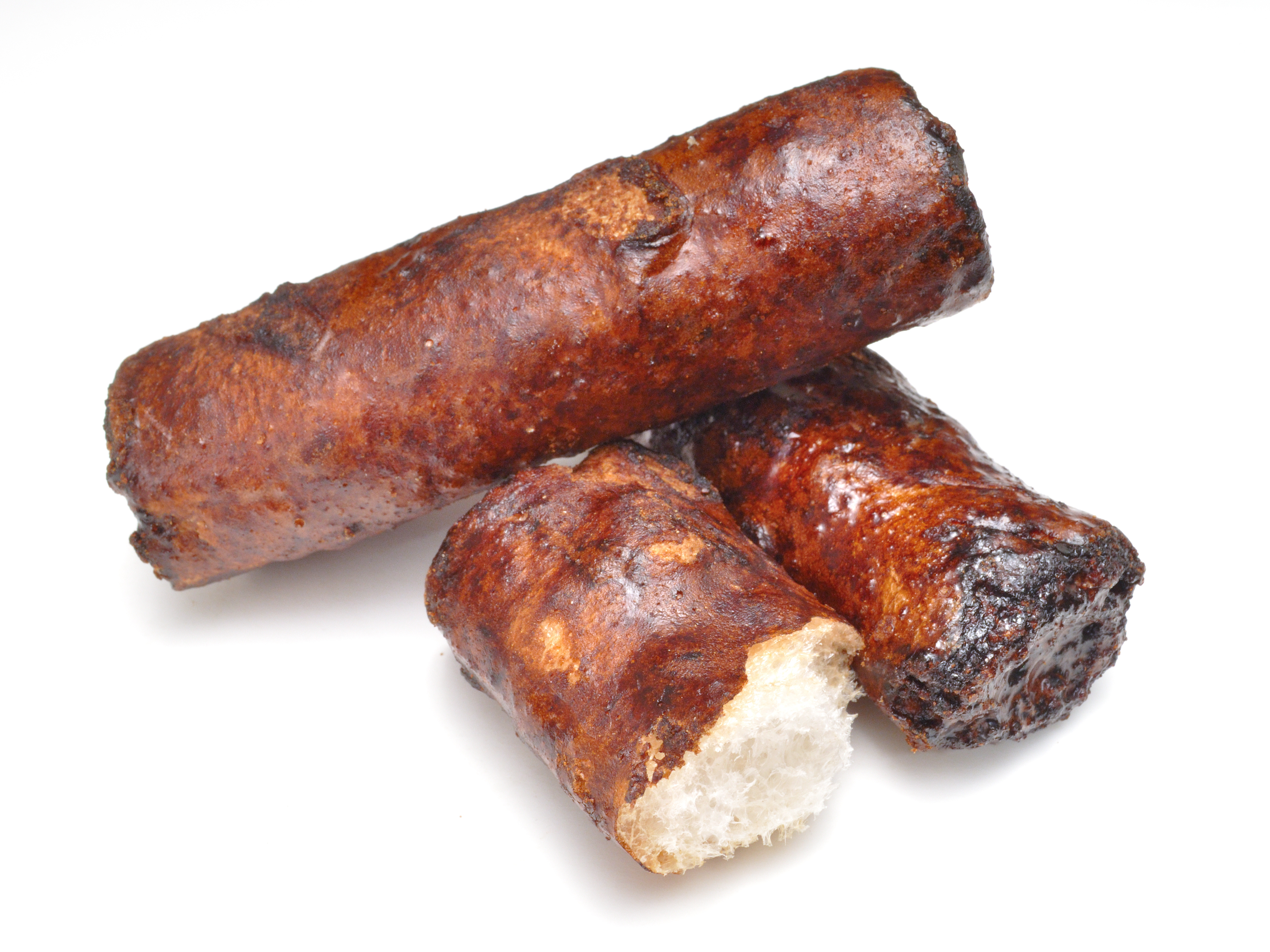
麩菓子

麩菓子（ふがし）は、麩を主材料とした日本の菓子。平成時代の日本においては、かつて昭和時代に駄菓子屋で人気を博した駄菓子がよく知られているが、麩を用いた菓子は江戸時代からすでに存在していた。

## 歴史
江戸時代の麩菓子は、麩を薄い醤油で煮しめて短冊型に切り、ケシをふりかけて日に干し、皮をとったアンズ、ショウガ、陳皮などを刻んで醤油に浸したものを混ぜて乾燥させたものであり、茶菓子や酒の肴として好まれた。
昭和期における駄菓子としての麩菓子は、約30センチメートルほどの棒状の麩に、黒く色づけした砂糖と飴を染み込ませたものである。原料は小麦粉を減らしたり、麩を伸ばしたり膨らますためにグルテンが多く用いられており、吸物などに使う食材の麩とは食味が異なる。
駄菓子屋の麩菓子は、ほとんどが東京都墨田区の有限会社・鍵屋製菓が1949年に発売した「特製ふ菓子」であり、「勉強に スポーツに」と銘打たれた奇妙なキャッチコピーが特徴的であった。当時は1本20円のばら売りであり、子供たちは袋から1本ずつ手で取り出して買っていた。埼玉県大井町（後のふじみ野市）の松澤商店のものもあり、こちらも「Uターン禁止」の交通標識が全面に描かれた独特の包装が特徴的であった。
1965年頃より駄菓子屋が人気を失うにつれ、麩菓子も影が薄くなっていったが、理由は不明ながら1971年、1972年頃に再び人気を博し、10年前に比べて約4倍の売れ行きとなり、東京の大手デパートでは「想い出コーナー」と銘打って売り出すほどだった。また1980年代末には、高知県の横田製麩所で、高知の産物を生かした菓子として麩菓子作りが始められており、全国でも有数の生産高を誇るユズやショウガ、四万十川でとれる上質のアオノリなどを用いた麩菓子が、県外での評判が先行する形で静かな人気を呼んでいる。ほかに平成期でも製造されている麩菓子として、静岡県掛川市の栗山製麩所による「さくら棒」、山形県東根市の奥山製麸所による創作麩菓子各種、石川県金沢市の老舗・宮田鈴庵による「麩菓子かりんとう」などがある。
このほかに現代における食用以外の用途として、聴覚障害者、特に生来または言葉をおぼえる前に聴覚を失った障害者が、音声言語を自らの耳で聞かずに発声練習を行うため、小さくちぎった麩菓子を舌の上に乗せて発声を行なう、といった利用法もある。